# Montecampione
Montecampione est une station de sports d'hiver située sur le territoire de la commune de Artogne et Pian Camuno, en Italie. Elle est composée de 30 km de pistes de ski alpin.

## Situation
Les pistes se situent sur le massif d'Adamello-Presanella.